# 雲の影
『雲の影』（くものかげ、Obscured by Clouds）は、1972年に発表されたピンク・フロイドのアルバム。バーベット・シュローダー監督の映画『ラ・ヴァレ』のサウンドトラックである。全英6位、全米46位を記録。

## 概要
本作はバーベット・シュローダー監督の『モア』（1969年）以来となるサウンドトラックのアルバムである（ミケランジェロ・アントニオーニ監督の『砂丘』（1970年）にも楽曲を提供したが、数曲しか使われなかった）。当時バンドは『狂気』のレコーディングを行っていたがこれを中断して、フランスのパリ郊外で約2週間でレコーディングを行った。
ロジャー・ウォーターズ単独作の「フリー・フォア」は、一見ユーモラスだが、彼の父親の戦死がさりげなく言及されており、後の『ザ・ウォール』（特に映画版）や『ファイナル・カット』へと繋がるモチーフの萌芽が見て取れる。アメリカのラジオでこの曲が頻繁にエアプレイされ、シングルカットもされた。歌詞つきの曲「ウォッツ」や「ステイ」では、彼にしては素直で素朴な感情が語られている。
「大人への躍動」はデヴィッド・ギルモア作詞作曲のロック・ナンバー。また、これ以後、ギルモアは1987年に『鬱』を発表するまでバンド内では作詞を行っていない。

## 収録曲
アナログA面
1. 雲の影 - Obscured By Clouds
2. ホエン・ユーアー・イン - When You're In
3. 炎の橋 - Burning Bridges
4. ザ・ゴールド・イッツ・イン・ザ… - The Gold It's In The...
5. ウォッツ - Wot's... Uh The Deal
6. 泥まみれの男 - Mudmen

アナログB面
1. 大人への躍動 - Childhood's End
2. フリー・フォア - Free Four
3. ステイ - Stay
4. アブソルートリー・カーテンズ - Absolutely Curtains

## カバー・アート
デザインはヒプノシスで、映画のスチール写真を使うことを決めて何度も写真を見直した結果、たまたまピントがぼけていたプロジェクターで映写したスライドを見て、「これだ！」とひらめいた。この写真は「木に登った男性が何かを取ろうとして手を伸ばしている」もので、葉っぱの隙間からのぞく光がピンボケのために丸く映り、幻想的な画像になっている。